# Mammotome

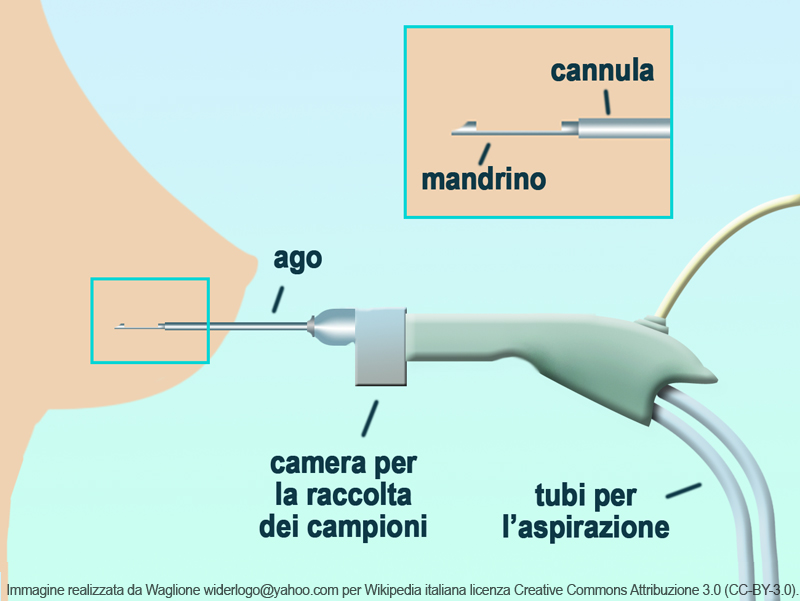
Rappresentazione schematica di una sonda Mammotome

Il Mammotome è un sistema per biopsia VABB (Vacuum Assisted Breast Biopsy) che utilizza una sonda assistita da un computer per effettuare biopsie di lesioni non palpabili della mammella reperite precedentemente attraverso esami radiologici o ecografici. Esso permette di  prelevare frustoli di tessuto da analizzare istologicamente.
Il prelievo VABB è tecnica di chirurgia mininvasiva e può essere effettuata ambulatorialmente. Il prelievo di tessuto viene effettuato mediante guida ecografica, radiografica, o con l'utilizzo della risonanza magnetica. 

## Metodica
Il Mammotome è composto da un modulo di controllo per mantenere l'aspirazione a valori costanti (23-25 mm/Hg) e di un driver su cui viene montata la sonda o ago (da 11 o 14 G). Il sistema è collegato a un computer, che attraverso i calcoli effettuati sulle due riprese radiologiche +15 e –15, secondo principi di stereotassi, trasmette al display dell'autoguide su cui è montato il driver dei valori numerici che regolano il posizionamento e la profondità dell'ago nella lesione in esame. 
La premedicazione consiste nell'utilizzo di un anestetico locale; in individui ansiosi può essere somministrato un blando sedativo.
Il tessuto viene, per effetto aspirativo, prima attratto verso una finestra contenuta nell'estremità distale dell'ago, tagliato da una lama rotante ad elevata velocità in esso contenuta e successivamente trascinato nella camera di prelievo posta all'estremità esterna dell'ago. Il numero di frustoli prelevati può variare da 5 a 20; la lunghezza media è di 20 mm con diametro di 3 mm.
In un'unica seduta e attraverso un'unica via di accesso di circa 3 mm, vengono effettuati prelievi multipli in modo da aumentare l'accuratezza diagnostica. Non residuano vistose cicatrici e ciò consente di ridurre lo stress fisico ed emotivo della paziente.
Il mammotome è considerato una metodica rapida, sensibile e specifica, dai costi ridotti rispetto a tecniche bioptiche a cielo aperto.  
I rischi associati alla procedura includono sanguinamenti eccessivi, dolore, comparsa di ecchimosi e/o tumefazione. Infezioni e altri tipi di complicanze sono rari e sono indicazioni talvolta al differimento dell'intervento. Raramente possono verificarsi reazioni allergiche all'anestetico locale.

## Limiti della procedura
Lesioni in prossimità della gabbia toracica o della cute o la cui posizione non può essere stabilita con la stereotassi.